# Bernhard Haffke
Bernhard Haffke (* 1943 in Berlin) ist ein deutscher Jurist und ehemaliger Hochschullehrer an der Universität Passau.

## Leben
Nach dem Abitur am Ratsgymnasium Hannover 1962 begann Haffke ein Studium der Philosophie und der Rechtswissenschaften an der Universität Göttingen. Nach Bestehen des Ersten Juristischen Staatsexamens 1966 leistete er in Niedersachsen sein zweites Staatsexamen ab. Im selben Jahr promovierte er in Göttingen bei Claus Roxin zum Dr. iur. Nach einer Tätigkeit als wissenschaftlicher Assistent bei Roxin in Göttingen und später in München und einem Studium der Tiefenpsychologie habilitierte Haffke 1974 in München.
1975 hatte Haffke einen Lehrauftrag an der Universität Heidelberg und ab 1977 an der Universität Hannover. Er vertrat von 1983 bis 1985 einen Lehrstuhl an der Universität Frankfurt am Main. Als Rechtsanwalt in Wolfratshausen arbeitete Haffke von 1982 bis 1989. Von 1989 bis zu seiner Entpflichtung 2008 hatte er an der Universität Passau den Lehrstuhl für Strafrecht, Strafprozessrecht, Wirtschaftsstrafrecht und Strafrechtsgeschichte inne. Sein Nachfolger in Passau wurde Armin Engländer. Zudem war er von 1996 bis 2000 Leiter des Instituts für Konfliktforschung in Köln. Seit 2008 arbeitet Haffke in Passau wieder als Rechtsanwalt. 

## Veröffentlichungen (Auswahl)
- Das Rückwirkungsverbot des Art. 103 GG bei einer Änderung der Rechtsprechung zum materiellen Recht. Zugleich ein Beitrag zum Problem des Strafbarkeitsbewußtseins. Universitätsverlag, Göttingen 1970. (Dissertation)
- Tiefenpsychologie und Generalprävention. Eine strafrechtstheoretische Untersuchung. Verlag Sauerländer, Aarau, Frankfurt am Main 1976, ISBN 978-3-7941-1494-8. (Habilitationsschrift)